# Голуби (Дубенський район)
Голуби́ — село в Україні, у Смизькій селищній громаді Дубенського районіу Рівненської області. Населення становить ▼60 осіб.

## Географія
Село розташоване на правому березі річки Людомирки.

## Населення

### Мова
Розподіл населення за рідною мовою за даними перепису 2001 року:
| Мова       | Кількість | Відсоток |
| ---------- | --------- | -------- |
| українська | 68        | 97.14%   |
| російська  | 1         | 1.43%    |
| румунська  | 1         | 1.43%    |
| Усього     | 70        | 100%     |

## Історія
У 1906 році село Судобицької волості Дубенського повіту Волинської губернії. Відстань від повітового міста 28 верст, від волості 13. Дворів 26, мешканців 151.
7 (20) листопада 1917 року, відповідно до Третього Універсалу Української Центральної Ради, увійшло до складу Української Народної Республіки.
12 червня 2020 року, відповідно до розпорядження Кабінету Міністрів України № 722-р від «Про визначення адміністративних центрів та затвердження територій територіальних громад Рівненської області», увійшло до складу Смизької селищної громади.
19 липня 2020 року, в результаті адміністративно-територіальної реформи та ліквідації  Дубенського (1939—2020) району, село увійшло до складу новоутвореного Дубенського району.